# متئو بوتورینی
متئو بوتورینی (به انگلیسی: Matthew Butturini) (زاده ۷ اوت ۱۹۸۷ در مورویلومبا) بازیکن هاکی روی چمن اهل استرالیا است. او عضو تیم ملی هاکی زمینی مردان استرالیا بود. وی در جام جهانی هاکی مردان ۲۰۱۰ و در مسابقات قهرمانی هاکی قهرمانان مردان ۲۰۱۱ موفق به کسب دو مدال طلا شد و عضوی از تیمی بود که مدال برنز در المپیک تابستانی ۲۰۱۲ را کسب کرد.

## زندگی شخصی
بوتورینی در آگوست سال ۱۹۸۷ در مورویلومبا، نیو ساوت ولز متولد شد. در سال ۲۰۰۹، او دانشجوی دانشگاه بود و در نیو ساوت ولز تحصیل می‌کرد. در آن سال، وی مدرک لیسانس علوم را در دانشگاه سیدنی را کسب کرد. پس از فارغ‌التحصیلی، او به پرت نقل مکان کرد تا بتواند تمام وقت با تیم ملی تمرین کند.